# 한국말산업학회
한국말산업학회는 말 산업에 대한 학술 연구 발표회, 토론회의 개최,말 산업에 대한 학술적, 기술적 조사 연구 및 발간 사업, 재활승마 프로그램 개발 및 프로그램의 성과 측정, 국내외 말 산업 관련 학회와의 교류, 기타 본 학회의 목적 달성을 위하여 필요한 사업 목적으로 2011년 3월 28일 설립·허가된 대한민국 농림수산식품부 소관의 사단법인이다. 사무실은 서울특별시 관악구 대학동, 서울대학교 LG경영관 708호에 있다.